# Никола Цураков
Никола Лазов Цураков (на сръбски: Никола Цураковић) е бизнесмен и политик от Македония.

## Биография
Роден е в 1892 година в град Велес, тогава в Османската империя. Баща му е воденичар. В 1910 година започва да учи шивашкия занаят при известния велешки терзия Ило Перяникот. При избухването на Балканската война в 1912 година е доброволец в Македоно-одринското опълчение на Българската армия и служи в 1-ва рота на 4-та битолска дружина.
След войната отваря шивашко ателие в близост на Мало Мовче заедно със сестра си Родна, която е учила в Париж.
В 1919 година е делегат на Конгрес на Югославската комунистическа партия във Вуковар. За комунистическа дейност лежи в затвора.
От 1934 до 1935 година е градоначалник на Велес. По време на неговия мандат е изграден Дервенският водопровод, който води до изграждането на много махленски чешми във Велес. Тогава с питейна вода се сдобиват по-богатите семейства от долния дял на източната и западната махала на Велес. С вода е снабдено и училището „Кирил и Методий“. По инициатива на Цураков е изграден и първият интернат във Велес, прераснал по-късно в Работнически университет, в който живеят деца от велешките села, които учат в гимназията.
Умира в 1964 година.